# 銀體白鮭
銀體白鮭，為輻鰭魚綱鮭形目鮭科的一種，為溫帶魚類，分布於俄羅斯西伯利亞淡水、半鹹水流域，棲息在底中層水域，生活習性不明。